# Mike Godwin

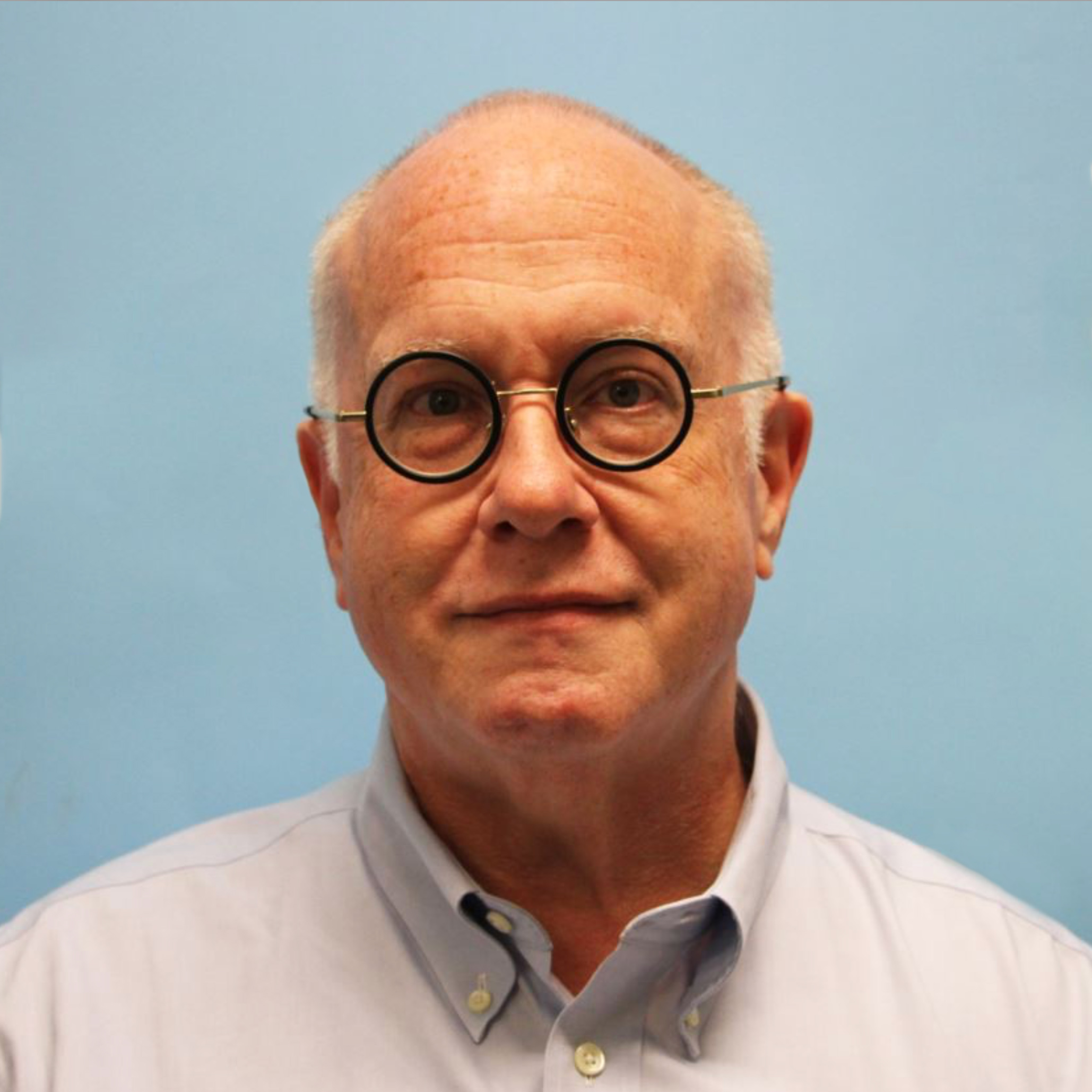
Mike Godwin

Mike Godwin, pseudônimo de Michael Wayne Godwin (26 de outubro de 1956) é um jurista estadunidense, possivelmente mais conhecido na Internet como o criador da Lei de Godwin.
Godwin já atuou em áreas como liberdade de expressão na internet, políticas de tecnologia e direitos globais relacionados a essas áreas. Também foi conselheiro geral da Wikimedia entre 2007 e 2010.
Em 2018, no contexto da ascensão do neofascismo e intensificação de discussões na internet no Brasil e no mundo, o advogado  se manifestou a favor do movimento Ele Não (fazendo oposição a Jair Bolsonaro), afirmando que seria "ok" chamar Bolsonaro de nazista.